# Gran Premio Industria Commercio Artigianato Carnaghese
Il Gran Premio Industria Commercio Artigianato Carnaghese, più semplicemente conosciuto come Gran Premio di Carnago, è una corsa in linea maschile di ciclismo su strada che si disputa annualmente in provincia di Varese, in Italia. Organizzato per la prima volta nel 1972, dal 2005 al 2012 ha fatto parte del calendario UCI Europe Tour come gara Elite di classe 1.1, mentre dal 2013 è aperto alla categoria Elite/Under-23 come gara nazionale di classe UCI 1.12.

## Storia
La prima edizione del Gran Premio si svolse nel 1972, riservata, come i due anni successivi, alla categoria allievi. Dal 1975 al 1995 il Gran Premio diventò una delle gare nazionali più importanti per i dilettanti, mentre dal 1996 al 2004 fu aperto a Elite professionisti e non. Le edizioni dal 2005 al 2012, con l'ingresso della prova nel circuito UCI Europe Tour come gara di classe 1.1, furono riservate ai soli Elite. Il biennio 2008-2009 ha visto il doppio successo di Francesco Ginanni, primo ciclista a vincere per due volte la gara. L'edizione del 2010 ha invece visto trionfare in solitaria Ivan Basso, fresco vincitore del Giro d'Italia.
Dall'edizione 2013 la corsa è riservata alla categoria dilettantistica Elite/Under-23, e la gara è stata riclassificata a livello nazionale come prova di classe UCI 1.12. L'edizione 2017 è stata prima sospesa e poi definitivamente annullata per presenza di gasolio sul manto stradale.

## Percorso
Generalmente la gara si svolge su un circuito che tocca i comuni circostanti a Carnago, specialmente Caronno Varesino, Solbiate Arno, Gornate-Olona e Castelseprio, dove è posta la salita più impegnativa della corsa.

## Albo d'oro
Aggiornato all'edizione 2018.
| Anno | Vincitore           | Secondo            | Terzo                 |
| ---- | ------------------- | ------------------ | --------------------- |
| 1972 | A. Spampinato       |                    |                       |
| 1973 | A. Gasparri         |                    |                       |
| 1974 | A. Almasio          |                    |                       |
| 1975 | Fausto Stiz         |                    |                       |
| 1976 | Gabriele Mirri      |                    |                       |
| 1977 | M. Magliarisi       |                    |                       |
| 1978 | Walter Clivati      |                    |                       |
| 1979 | Giancarlo Perini    |                    |                       |
| 1980 | Giuseppe Parente    |                    |                       |
| 1981 | Patrizio Gambirasio |                    |                       |
| 1982 | G. Cretti           |                    |                       |
| 1983 | M. Ghirardi         |                    |                       |
| 1984 | Remo Gugole         |                    |                       |
| 1985 | Mauro Ricciutelli   |                    |                       |
| 1986 | Davide Maddalena    |                    |                       |
| 1987 | Luca Cantù          |                    |                       |
| 1988 | Eros Poli           |                    |                       |
| 1989 | Alberto Passera     |                    |                       |
| 1990 | Simone Biasci       |                    |                       |
| 1991 | Mirco Gualdi        | Davide Tinivella   | Maurizio Manzoni      |
| 1992 | Enrico Pezzetti     | Fabrizio Tarchini  | Paolo Valoti          |
| 1993 | Luca Scinto         | Rosario Fina       | Nicola Loda           |
| 1994 | Filippo Casagrande  | Gabriele Missaglia | Roberto Pistore       |
| 1995 | Giuseppe Tartaggia  | Ivano Zucotti      | Biagio Conte          |
| 1996 | Oscar Pozzi         | Gianluca Valoti    | Daniele De Paoli      |
| 1997 | Francesco Secchiari | Fabrizio Guidi     | Alessandro Romio      |
| 1998 | Gianpaolo Mondini   | Massimo Gimondi    | Mirko Celestino       |
| 1999 | Mirko Puglioli      | Oscar Pozzi        | Gianluca Tonetti      |
| 2000 | Denis Lunghi        | Alberto Ongarato   | Matteo Carrara        |
| 2001 | Rafael' Nuritdinov  | Davide Frattini    | Alessandro Guerra     |
| 2002 | Paolo Bossoni       | Massimiliano Mori  | Michele Gobbi         |
| 2003 | Michele Gobbi       | Dave Bruylandts    | Timothy Jones         |
| 2004 | Christian Murro     | Tiaan Kannemeyer   | Paul Crake            |
| 2005 | Simon Gerrans       | Paul Crake         | Murilo Fischer        |
| 2006 | Félix Cárdenas      | Jakob Piil         | Kanstancin Siŭcoŭ     |
| 2007 | Aurélien Passeron   | Moisés Aldape      | Niklas Axelsson       |
| 2008 | Francesco Ginanni   | Matteo Montaguti   | Christian Pfannberger |
| 2009 | Francesco Ginanni   | Daniele Callegarin | Giovanni Visconti     |
| 2010 | Ivan Basso          | Giairo Ermeti      | Daniele Colli         |
| 2011 | Giovanni Visconti   | Simone Ponzi       | Manuel Belletti       |
| 2012 | Diego Ulissi        | Andrea Palini      | Daniel Oss            |
| 2013 | Marco Prodigioso    | Giorgio Bocchiola  | Oliviero Troia        |
| 2014 | Marco Tizza         | Simone Bettinelli  | Andrea Vaccher        |
| 2015 | Leonardo Basso      | Francesco Rosa     | Nicola Gaffurini      |
| 2016 | Simone Consonni     | Leonardo Bonifazio | Davide Orrico         |
| 2017 | annullato           | annullato          | annullato             |
| 2018 | Leonardo Marchiori  | Christian Scaroni  | Giovanni Lonardi      |